# Музей (фильм)
«Музей» (исп. Museo) — мексиканская криминальная драма 2018 года, полнометражный режиссерский дебют Алонсо Руиспаласиоса с участием Гаэля Гарсия Берналя в главной роли. Фильм был отобран для участия в конкурсной программе 68-го Берлинского международного кинофестиваля, где 22 февраля 2018 состоялась его мировая премьера.

## Сюжет
Вечные студенты Хуан и Бенджамин планируют дерзкий маневр. Они намерены ворваться в Национальный музей антропологии в Мехико и украсть там драгоценные артефакты майя, миштеков и сапотеков, в частности, погребальные маски короля Пакаля. В то время, как их семьи празднуют Рождество они берутся за дело, как пара опытных преступников. Все идет гладко, и со своими спортивными сумками набитыми сокровищами, воры возвращаются домой, чтобы увидеть в новостях, как их поступок описывают как нападение на весь народ. Только теперь они понимают всю серьезность своего деяния. С тошнотворным ощущением, Хуан и Бенджамин пытаются переместить свою добычу в другое место. И начинается дорожный фильм — от впечатляющих руин майя Паленке до очаровательного приморского курорта Акапулько.

## В ролях
- Гаэль Гарсиа Берналь — Хуан Нуньес
- Леонардо Ортисгрис — Бенджамин Уилсон
- Линн Гилмартин — Джемма
- Саймон Расселл Бил — Фрэнк Грейвс
- Альфредо Кастро — доктор Нуньес
- Летисия Бредиче — Шерезада

## Критика
Фильм получил положительные оценки кинокритиков. На сайте Rotten Tomatoes фильм имеет рейтинг 88 % на основе 58 рецензий критиков со средней оценкой 7,5 из 10. На сайте Metacritic фильм получил оценку 88 из 100 на основе 12 рецензий, что соответствует статусу «всеобщее признание».